# إيمي ماركوس
إيمي روموالديز ماركوس 2 مايو 1979-) هي موسيقية فلبينية وشخصية عامة معروفة بعزفها للطبلة في فرقة The Dorques.  وهي الابنة بالتبني للرئيس الفلبيني السابق الراحل فرديناند ماركوس والسيدة الأولى السابقة إيميلدا ماركوس.
كانت إيمي الفرد الوحيد القاصر في عائلة ماركوس وابتعدت عن السياسة، وذلك عندما رفعت الأحكام العرفية رسميًا في عام 1981 وغادرت عائلة ماركوس إلى المنفى في هونولولو في عام 1986.